# Japan Open 1998
Die Japan Open 1998 im Badminton fanden vom 13. bis zum 18. Januar 1998 in Tokio statt. Das Preisgeld betrug 200.000 US-Dollar, was dem Turnier zu einem Fünf-Sterne-Status im Grand-Prix-Circuit verhalf.

## Sieger und Platzierte
| Disziplin    | Gold                        | Silber                                  | Bronze                        |
| ------------ | --------------------------- | --------------------------------------- | ----------------------------- |
| Herreneinzel | Peter Gade                  | Luo Yigang                              | Rashid Sidek                  |
| Herreneinzel | Peter Gade                  | Luo Yigang                              | Heryanto Arbi                 |
| Dameneinzel  | Gong Zhichao                | Ye Zhaoying                             | Wang Chen                     |
| Dameneinzel  | Gong Zhichao                | Ye Zhaoying                             | Dai Yun                       |
| Herrendoppel | Cheah Soon Kit Yap Kim Hock | S. Antonius Budi Ariantho Denny Kantono | Ricky Subagja Rexy Mainaky    |
| Herrendoppel | Cheah Soon Kit Yap Kim Hock | S. Antonius Budi Ariantho Denny Kantono | Sigit Budiarto Candra Wijaya  |
| Damendoppel  | Ge Fei Gu Jun               | Qin Yiyuan Tang Hetian                  | Huang Nanyan Liu Zhong        |
| Damendoppel  | Ge Fei Gu Jun               | Qin Yiyuan Tang Hetian                  | Eliza Nathanael Zelin Resiana |
| Mixed        | Kim Dong-moon Ra Kyung-min  | Jens Eriksen Marlene Thomsen            | Chen Gang Tang Hetian         |
| Mixed        | Kim Dong-moon Ra Kyung-min  | Jens Eriksen Marlene Thomsen            | Michael Søgaard Rikke Olsen   |

## Finalergebnisse
| Disziplin    | Sieger                      | Finalist                                | Ergebnis    |
| ------------ | --------------------------- | --------------------------------------- | ----------- |
| Herreneinzel | Peter Gade                  | Luo Yigang                              | 15-3, 15-11 |
| Dameneinzel  | Gong Zhichao                | Ye Zhaoying                             | 11-1, 11-4  |
| Herrendoppel | Cheah Soon Kit Yap Kim Hock | Denny Kantono S. Antonius Budi Ariantho | 15-9, 15-7  |
| Damendoppel  | Ge Fei Gu Jun               | Qin Yiyuan Tang Yongshu                 | w.o.        |
| Mixed        | Kim Dong-moon Ra Kyung-min  | Jens Eriksen Marlene Thomsen            | 15-12, 15-9 |

## Ergebnisse

### Herreneinzel
- Wong Ewee Mun –  Kusamao Suzuki: 15-5 / 15-5
- Chen Gang –  Akihiro Kishida: 15-2 / 15-12
- Rikard Magnusson –  Yousuke Nakanishi: 15-7 / 15-9
- Pullela Gopichand –  Fumihiko Machida: 5-15 / 15-6 / 15-11
- Ong Ewe Hock –  Takaaki Taniuchi: 15-2 / 15-7
- Naoya Katacka –  Feng Hung-yun: 13-15 / 15-6 / 15-9
- Keita Masuda –  Kim Hyung-joon: 15-7 / 15-9
- Roslin Hashim –  Fung Permadi: 15-5 / 15-11
- Joko Suprianto –  Shuichi Nakao: 17-14 / 15-11
- Ryo Nihei –  Liu Kwok Wa: 15-6 / 9-15 / 15-10
- Jeroen van Dijk –  Hidetaka Yamada: 15-8 / 12-15 / 15-6
- Ji Xinpeng –  Jason Wong: 15-8 / 15-4
- Ismail Saman –  Shuichi Sakamoto: 15-5 / 15-10
- Luo Yigang –  Shinji Ohta: 15-4 / 15-12
- Huang Yeu-der –  Kimihiko Obuki: 15-12 / 15-9
- Hideki Yamada –  Yau Tsz Yuk: 15-4 / 15-11
- Yong Hock Kin –  Chang Jeng-shyuang: 15-5 / 15-2
- Chen Wei –  Kazuhiro Shimogami: 15-6 / 15-2
- Wong Choong Hann –  Tadashi Ohtsuka: 15-6 / 15-5
- Indra Wijaya –  Hideyuki Munesue: 15-7 / 15-5
- Liu En-hung –  Keishi Kawaguchi: 15-5 / 15-1
- Tam Kai Chuen –  Hiroaki Kuruma: 15-8 / 10-15 / 15-1
- Budi Santoso –  Yim Bang-eun: 15-10 / 15-5
- Rashid Sidek –  Takahiro Suka: 15-7 / 15-3
- Peter Gade –  Wong Ewee Mun: 15-1 / 15-6
- Rikard Magnusson –  Chen Gang: 18-13 / 2-15 / 15-7
- Marleve Mainaky –  Pullela Gopichand: 5-15 / 15-6 / 15-11
- Ong Ewe Hock –  Naoya Katacka: 15-1 / 15-6
- Sun Jun  –  Keita Masuda: 15-3 / 15-7
- Roslin Hashim –  Joko Suprianto: 15-12 / 15-5
- Heryanto Arbi –  Ryo Nihei: 15-6 / 15-3
- Jeroen van Dijk –  Ji Xinpeng: 15-13 / 1-15 / 15-8
- Luo Yigang –  Ismail Saman: 15-5 / 15-10
- Yong Hock Kin –  Hideki Yamada: 15-9 / 15-2
- Poul-Erik Høyer Larsen –  Chen Wei: 17-14 / 17-14
- Indra Wijaya –  Wong Choong Hann: 15-7 / 15-5
- Liu En-hung –  Peter Rasmussen: 18-15 / 15-12
- Budi Santoso –  Tam Kai Chuen: 15-10 / 10-15 / 15-13
- Rashid Sidek –  Dong Jiong: 15-8 / 15-18 / 15-7
- Huang Yeu-der –  Hendrawan: w.o.
- Peter Gade –  Rikard Magnusson: 15-6 / 15-6
- Ong Ewe Hock –  Marleve Mainaky: 18-15 / 13-15 / 15-0
- Roslin Hashim –  Sun Jun: 15-6 / 18-16
- Heryanto Arbi –  Jeroen van Dijk: 15-10 / 15-6
- Luo Yigang –  Huang Yeu-der: 15-8 / 15-6
- Yong Hock Kin –  Poul-Erik Høyer Larsen: 15-12 / 15-12
- Liu En-hung –  Indra Wijaya: 11-15 / 15-12 / 15-4
- Rashid Sidek –  Budi Santoso: 12-15 / 15-5 / 15-2
- Peter Gade –  Ong Ewe Hock: 15-0 / 15-4
- Heryanto Arbi –  Roslin Hashim: 15-11 / 15-10
- Luo Yigang –  Yong Hock Kin: 15-5 / 15-1
- Rashid Sidek –  Liu En-hung: 15-6 / 15-7
- Peter Gade –  Heryanto Arbi: 4-15 / 15-2 / 15-6
- Luo Yigang –  Rashid Sidek: 15-17 / 15-7 / 15-4
- Peter Gade –  Luo Yigang: 15-3 / 15-11

### Dameneinzel
- Judith Meulendijks –  Shizuka Yamamoto: 11-5 / 12-9
- Miho Tanaka –  Gong Ruina: 11-7 / 11-9
- Pernille Harder –  Chen Wan-ju: 9-11 / 11-7 / 11-5
- Huang Chia-chi –  Kim Kyeung-ran: 11-6 / 11-6
- Cindana Hartono –  Yasuko Mizui: 4-11 / 11-3 / 11-3
- Kyoko Komuro –  Zarinah Abdullah: 11-6 / 5-11 / 11-5
- Brenda Beenhakker –  Keiko Takeno: 8-11 / 11-3 / 11-7
- Ng Ching –  Rie Ichihashi: 11-5 / 11-5
- Lee Kyung-won –  Chan Ya-lin: 4-11 / 11-7 / 11-4
- Kanako Yonekura –  Mette Sørensen: 11-12 / 11-7 / 11-3
- Julia Mann –  Satomi Igawa: 11-5 / 11-3
- Han Jingna –  Chikako Nakayama: 11-3 / 12-11
- Lidya Djaelawijaya –  Jeng Shwu-zen: 7-11 / 11-3 / 11-6
- Hiroko Nagamine –  Kelly Morgan: w.o.
- Ye Zhaoying –  Kaori Mori: 11-1 / 11-3
- Jihyun Marr –  Fumi Iwawaki: 11-6 / 11-3
- Miho Tanaka –  Pernille Harder: 11-4 / 11-4
- Camilla Martin –  Noriko Hori: 11-1 / 11-1
- Huang Chia-chi –  Cindana Hartono: 11-7 / 11-4
- Dai Yun –  Naoko Miyake: 11-6 / 11-3
- Kyoko Komuro –  Hiroko Nagamine: 11-4 / 11-2
- Ng Ching –  Brenda Beenhakker: 4-11 / 11-6 / 12-10
- Wang Chen –  Saori Itoh: 11-4 / 11-3
- Kanako Yonekura –  Lee Kyung-won: 11-2 / 9-11 / 12-11
- Mia Audina –  Yumi Akashi: 11-5 / 11-5
- Han Jingna –  Julia Mann: 11-4 / 11-5
- Lee Joo Hyun –  Miho Harutake: 11-7 / 11-1
- Takako Ida –  Lidya Djaelawijaya: 4-11 / 11-3 / 11-2
- Gong Zhichao –  Asuka Kuge: 11-3 / 11-1
- Judith Meulendijks –  Peng Ju-yu: w.o.
- Ye Zhaoying –  Judith Meulendijks: 11-7 / 11-2
- Jihyun Marr –  Miho Tanaka: 12-11 / 11-5
- Camilla Martin –  Huang Chia-chi: 11-6 / 11-1
- Dai Yun –  Kyoko Komuro: 11-2 / 11-5
- Wang Chen –  Ng Ching: 11-4 / 11-8
- Mia Audina –  Kanako Yonekura: 12-11 / 12-11
- Lee Joo Hyun –  Han Jingna: 11-6 / 11-6
- Gong Zhichao –  Takako Ida: 11-6 / 11-5
- Ye Zhaoying –  Jihyun Marr: 11-4 / 11-3
- Dai Yun –  Camilla Martin: 11-6 / 11-1
- Wang Chen –  Mia Audina: 11-3 / 11-6
- Gong Zhichao –  Lee Joo Hyun: 7-11 / 11-3 / 11-6
- Ye Zhaoying –  Dai Yun: 11-1 / 11-9
- Gong Zhichao –  Wang Chen: 11-3 / 11-5
- Gong Zhichao –  Ye Zhaoying: 11-1 / 11-4

### Herrendoppel
- Keita Masuda /  Tadashi Ohtsuka –  Dennis Lens /  Quinten van Dalm: 11-15 / 17-14 / 15-5
- Jon Holst-Christensen /  Michael Søgaard –  Rosman Razak /  Tan Kim Her: 15-12 / 15-9
- Liu Yong /  Zhang Wei –  Shinji Ohta /  Takuya Takehana: 15-2 / 15-10
- Cheah Soon Kit /  Yap Kim Hock –  Chen Wei /  Ji Xinpeng: 13-15 / 15-2 / 15-8
- Takuya Katayama /  Yuzo Kubota –  Lee Wei-jen /  Lin Liang-chun: 15-3 / 11-15 / 15-10
- Ha Tae-kwon /  Kim Dong-moon –  Liu Kwok Wa /  Ma Che Kong: 15-6 / 17-14
- Norio Imai /  Hiroshi Ohyama –  Julian Robertson /  Nathan Robertson: 6-15 / 15-11 / 15-7
- Peter Axelsson /  Pär-Gunnar Jönsson –  Tatsuya Hirai /  Akihiro Kishida: 15-4 / 15-9
- Jens Eriksen /  Jesper Larsen –  Liao Kuo-mao /  Liu En-hung: 15-4 / 15-6
- Chew Choon Eng /  Lee Chee Leong –  Kazuhiro Honda /  Akihiro Imai: 15-9 / 15-8
- Ricky Subagja /  Rexy Mainaky –  Tam Kai Chuen /  Yau Tsz Yuk: 15-5 / 15-8
- Choong Tan Fook /  Lee Wan Wah –  Katsuya Nishiyama /  Masahiro Yabe: 15-12 / 8-15 / 15-6
- S. Antonius Budi Ariantho /  Denny Kantono –  Ge Cheng /  Tao Xiaoqiang: 15-9 / 15-7
- Siripong Siripool /  Pramote Teerawiwatana –  Horng Shin-jeng /  Tseng Chung-lin: 15-8 / 15-4
- Lee Dong-soo /  Yoo Yong-sung –  Fumihiko Machida /  Seiichi Watanabe: 15-12 / 15-10
- Sigit Budiarto /  Candra Wijaya –  Keita Masuda /  Tadashi Ohtsuka: 15-9 / 15-8
- Jon Holst-Christensen /  Michael Søgaard –  Liu Yong /  Zhang Wei: 18-17 / 15-6
- Cheah Soon Kit /  Yap Kim Hock –  Takuya Katayama /  Yuzo Kubota: 15-4 / 15-11
- Ha Tae-kwon /  Kim Dong-moon –  Norio Imai /  Hiroshi Ohyama: 15-2 / 17-14
- Jens Eriksen /  Jesper Larsen –  Peter Axelsson /  Pär-Gunnar Jönsson: 15-7 / 15-4
- Ricky Subagja /  Rexy Mainaky –  Chew Choon Eng /  Lee Chee Leong: 15-5 / 15-6
- S. Antonius Budi Ariantho /  Denny Kantono –  Choong Tan Fook /  Lee Wan Wah: 15-3 / 7-15 / 15-8
- Lee Dong-soo /  Yoo Yong-sung –  Siripong Siripool /  Pramote Teerawiwatana: 15-4 / 9-15 / 15-2
- Sigit Budiarto /  Candra Wijaya –  Jon Holst-Christensen /  Michael Søgaard: 16-17 / 15-10 / 15-6
- Cheah Soon Kit /  Yap Kim Hock –  Ha Tae-kwon /  Kim Dong-moon: 4-15 / 15-6 / 15-5
- Ricky Subagja /  Rexy Mainaky –  Jens Eriksen /  Jesper Larsen: 12-15 / 15-7 / 15-8
- S. Antonius Budi Ariantho /  Denny Kantono –  Lee Dong-soo /  Yoo Yong-sung: 15-6 / 18-15
- Cheah Soon Kit /  Yap Kim Hock –  Sigit Budiarto /  Candra Wijaya: 15-11 / 15-12
- S. Antonius Budi Ariantho /  Denny Kantono –  Ricky Subagja /  Rexy Mainaky: 5-15 / 15-8 / 15-8
- Cheah Soon Kit /  Yap Kim Hock –  S. Antonius Budi Ariantho /  Denny Kantono: 15-9 / 15-7

### Damendoppel
- Yoshiko Iwata /  Haruko Matsuda –  Chen Li-chin /  Tsai Hui-min: 15-12 / 15-6
- Yumi Akashi /  Junko Yamada –  Ng Ching /  Tung Chau Man: 15-5 / 17-15
- Gong Ruina /  Ye Zhaoying –  Naomi Murakami /  Hiromi Yamada: 6-15 / 15-9 / 15-10
- Rikke Olsen /  Marlene Thomsen –  Mayumi Ito /  Shizuka Yamamoto: 15-7 / 15-6
- Joanne Goode /  Donna Kellogg –  Naomi Kawaguchi /  Mayumi Watanabe: 15-8 / 15-4
- Kang Mi-hwa /  Lee Kyung-won –  Satomi Igawa /  Hiroko Nagamine: 15-5 / 15-2
- Huang Nanyan /  Liu Zhong –  Pernille Harder /  Helene Kirkegaard: 15-4 / 17-16
- Chan Ya-lin /  Chen Mei-cun –  Chiemi Ishii /  Yuko Ohta: 15-7 / 5-15 / 18-15
- Indarti Issolina /  Deyana Lomban –  Megumi Masuda /  Miyuki Tai: 15-1 / 15-6
- Takae Masumo /  Chikako Nakayama –  Ella Tripp /  Sara Sankey: 15-8 / 15-9
- Eti Tantra /  Cynthia Tuwankotta –  Fumi Iwawaki /  Asuka Kuge: 15-5 / 12-15 / 15-7
- Chihiro Ohsaka /  Kanako Yonekura –  Chen Wan-ju /  Jeng Shwu-zen: 15-7 / 15-5
- Ge Fei /  Gu Jun –  Yasuko Mizui /  Masako Sakamoto: 15-1 / 15-1
- Yoshiko Iwata /  Haruko Matsuda –  Yumi Akashi /  Junko Yamada: 15-6 / 15-9
- Eliza Nathanael /  Zelin Resiana –  Gong Ruina /  Ye Zhaoying: 15-10 / 15-14
- Rikke Olsen /  Marlene Thomsen –  Joanne Goode /  Donna Kellogg: 15-3 / 15-4
- Huang Nanyan /  Liu Zhong –  Kang Mi-hwa /  Lee Kyung-won: 15-12 / 15-10
- Indarti Issolina /  Deyana Lomban –  Chan Ya-lin /  Chen Mei-cun: 15-9 / 15-5
- Takae Masumo /  Chikako Nakayama –  Eti Tantra /  Cynthia Tuwankotta: 15-12 / 15-8
- Qin Yiyuan /  He Tian Tang –  Chihiro Ohsaka /  Kanako Yonekura: 15-3 / 15-6
- Ge Fei /  Gu Jun –  Yoshiko Iwata /  Haruko Matsuda: 15-2 / 15-7
- Eliza Nathanael /  Zelin Resiana –  Rikke Olsen /  Marlene Thomsen: 15-18 / 15-4 / 15-10
- Huang Nanyan /  Liu Zhong –  Indarti Issolina /  Deyana Lomban: 15-6 / 15-3
- Qin Yiyuan /  He Tian Tang –  Takae Masumo /  Chikako Nakayama: 15-9 / 15-4
- Ge Fei /  Gu Jun –  Eliza Nathanael /  Zelin Resiana: 15-5 / 15-10
- Qin Yiyuan /  He Tian Tang –  Huang Nanyan /  Liu Zhong: 18-15 / 15-3
- Ge Fei /  Gu Jun –  Qin Yiyuan /  He Tian Tang: w.o.

### Mixed
- Ha Tae-kwon /  Lee Kyung-won –  Liao Kuo-mao /  Chen Mei-cun: 15-8 / 15-1
- Fumitake Shimizu /  Fujimi Tamura –  Feng Hung-Yun /  Huang Chia-chi: 18-13 / 15-5
- Fumihiko Machida /  Yasuko Mizui –  Tseng Chung-lin /  Chen Wan-ju: 15-12 / 15-1
- Chen Gang /  He Tian Tang –  Nathan Robertson /  Joanne Goode: 15-12 / 15-7
- Kim Hyung-joon /  Kang Mi-hwa –  Yau Tsz Yuk /  Ng Ching: 15-8 / 15-11
- Lee Wei-jen /  Tsai Hui-min –  Koji Miya /  Yoshiko Yonekura: 9-15 / 15-2 / 15-2
- Ge Cheng /  Qin Yiyuan –  Huang Yeu-der /  Chan Ya-lin: 15-3 / 15-7
- Tao Xiaoqiang /  Wang Chen –  Chang Jeng-shyuang /  Jeng Shwu-zen: 15-6 / 15-11
- Jens Eriksen /  Marlene Thomsen –  Norio Imai /  Haruko Matsuda: 15-8 / 15-11
- Luo Yigang /  Huang Nanyan –  Ha Tae-kwon /  Lee Kyung-won: 15-13 / 15-10
- Fumitake Shimizu /  Fujimi Tamura –  Ma Che Kong /  Tung Chau Man: 15-6 / 15-3
- Chen Gang /  He Tian Tang –  Fumihiko Machida /  Yasuko Mizui: 15-8 / 15-2
- Lee Wei-jen /  Tsai Hui-min –  Kim Hyung-joon /  Kang Mi-hwa: 15-8 / 15-11
- Michael Søgaard /  Rikke Olsen –  Ge Cheng /  Qin Yiyuan: 15-11 / 15-5
- Tao Xiaoqiang /  Wang Chen –  Julian Robertson /  Donna Kellogg: 15-4 / 15-9
- Kim Dong-moon /  Ra Kyung-min –  Tatsuya Hirai /  Izumi Kida: 15-3 / 15-7
- Jens Eriksen /  Marlene Thomsen –  Luo Yigang /  Huang Nanyan: 18-17 / 15-5
- Chen Gang /  He Tian Tang –  Fumitake Shimizu /  Fujimi Tamura: 15-0 / 15-4
- Michael Søgaard /  Rikke Olsen –  Lee Wei-jen /  Tsai Hui-min: 15-1 / 15-1
- Kim Dong-moon /  Ra Kyung-min –  Tao Xiaoqiang /  Wang Chen: 15-3 / 15-4
- Jens Eriksen /  Marlene Thomsen –  Chen Gang /  He Tian Tang: 15-8 / 7-15 / 17-16
- Kim Dong-moon /  Ra Kyung-min –  Michael Søgaard /  Rikke Olsen: 9-15 / 15-7 / 15-8
- Kim Dong-moon /  Ra Kyung-min –  Jens Eriksen /  Marlene Thomsen: 15-12 / 15-9